# لودی وکیو
لودی وکیو (به ایتالیایی: Lodi Vecchio) یک کومونه در ایتالیا است که در استان لودی واقع شده‌است.

## خصوصیات
لودی وکیو ۱۶٫۰ کیلومترمربع مساحت و ۷٬۲۱۸ نفر جمعیت دارد و ۸۲ متر بالاتر از سطح دریا واقع شده‌است.